# BCR Open Romania 2010
BCR Open Romania 2010 — тенісний турнір, що проходив на ґрунтових кортах у місті Бухарест, Румунія з 20 вересня . Належав до категорії ATP World Tour 250, був турніром серії Romanian Open 2010 року.

## Фінальна частина

### Одиночний розряд
Хуан Ігнасіо Чела —  Пабло Андухар 7–5, 6–1

### Парний розряд
Хуан Ігнасіо Чела /  Лукаш Кубот —  Марсель Гранольєрс /  Сантьяго Вентура Бертомеу 6–2, 5–7, [13–11]